# Сушек (Томашівський повіт)
Сушек (пол. Suszek) — частина села Речица у Польщі, в Люблінському воєводстві Томашовського повіту, ґміни Ульгувек.